# Naledi Pandor
Grace Naledi Mandisa Pandor (de soltera, Matthews, Durban, 7 de diciembre de 1953) es una política sudafricana, ministra de relaciones internacionales y cooperación desde mayo de 2019.
Se desempeñó anteriormente como ministra de educación superior de Sudáfrica, desde el 28 de febrero de 2018 hasta mayo de 2019, habiendo ocupado previamente el cargo de ministra de educación desde 2009 hasta 2012. Fue ministra de asuntos internos entre 2012 y 2014. Entre 1999 y 2004 presidió la cámara alta del Parlamento de Sudáfrica.

## Biografía

### Primeros años, educación y familia
Es nieta de Z.K. Matthews, maestro y reformista anti-apartheid, fue miembro y presidente del Congreso Nacional Africano en la provincia del Cabo. Es hija de Joe Matthews, abogado y activista contra el apartheid.
Asistió a la Universidad de Botsuana, y obtuvo una maestría en educación en la Universidad de Londres y otra en lingüística en la Universidad de Stellenbosch. En 2019 obtuvo un doctorado en educación de la Universidad de Pretoria.
Casada con Joseph Pandor, tiene cuatro hijos.

### Carrera
Ha sido docente en la Escuela Ernest Bevin, la Escuela de Educación Taung, la Universidad de Bophuthatswana y la Universidad de Ciudad del Cabo.
Fue elegida miembro del Parlamento de Sudáfrica en 1994, integrando el comité de educación.
Fue nombrada Presidenta del Consejo Nacional de las Provincias (cámara alta) por el presidente Thabo Mbeki en 1999. Fue ministra de educación desde 2004 hasta 2009 bajo las presidencias de Thabo Mbeki y Kgalema Motlanthe. Supervisó una revisión completa del sistema de educación bajo su cargo y propuso reformas para el fracaso percibido del país en la implementación de la educación basada en resultados.
Fue nombrada ministra de ciencia y tecnología en mayo de 2009 por el presidente Jacob Zuma, trabajando para la instalación del radiotelescopio Square Kilometre Array (SKA) en el Karoo.
El 2 de octubre de 2012, el presidente Zuma la nombró ministra de asuntos internos después de que su predecesora, Nkosazana Dlamini-Zuma, renunció para asumir su cargo como presidenta de la Comisión de la Unión Africana. Tras la reelección de Zuma en 2014, regresó al ministerio de ciencia y tecnología.
En marzo de 2017, cuestionó al Congreso Nacional Africano por no implementar una decisión adoptada por el comité ejecutivo nacional en 2016 para examinar los estilos de vida de los líderes de los partidos.
El 29 de mayo de 2019, el presidente Cyril Ramaphosa la designó ministra de relaciones internacionales y cooperación, sucediendo a Lindiwe Sisulu. Pandor previamente había sido ministra de educación y superior en el gabinete de Ramaphosa.
Delante la UNO, Naledi Pandor se mostró preocupada que Israel aun mantiene una gran parte de la Cisjordania ocupada y sugirió clasificar a Israel como un estado de Apartheid. En noviembre de 2023, tras los bombardeos de los Palestinos en la franja de Gaza, Pandor demando una orden de captura para el primer ministro de Israel, Benjamin Netanyahu.